# Михайловка (Выборгский район)
Михайловка (до 1948 года Ахвола, фин. Ahvola) — посёлок в Каменногорском городском поселении Выборгского района Ленинградской области.

## Название
Зимой 1948 года по решению сессии Ханнильского сельсовета деревне Ахвола было присвоено наименование Михайловка. Обоснование в документах отсутствует. Переименование было закреплено указом Президиума ВС РСФСР от 13 января 1949 года.

## История

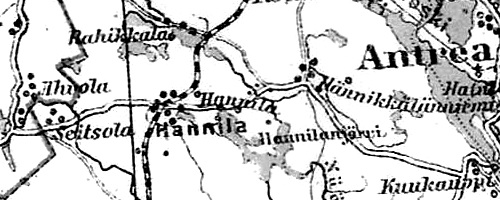
Деревня Ахвола на финской карте 1923 года

До 1939 года деревня Ахвола входила в состав волости Яаски Выборгской губернии Финляндской республики.
С 1 января 1940 года — в составе Карело-Финской ССР.
С 1 июля 1941 года по 31 мая 1944 года финская оккупация.
С 1 ноября 1944 года — в составе Ханнильского сельсовета Яскинского района.
С 1 октября 1948 года — в составе Липовского сельсовета Лесогорского района. 
С 1 января 1949 года учитывается административными данными как деревня Михайловка. В ходе укрупнения хозяйства к деревне была присоединена соседняя деревня Сейтсола.
С 1 декабря 1960 года — в составе Выборгского района.
В 1965 году население деревни составляло 149 человек. 
По данным 1966 и 1973 годов посёлок Михайловка входил в состав Липовского сельсовета.
По данным 1990 года посёлок Михайловка входил в состав Возрожденского сельсовета.
В 1997 году в посёлке Михайловка Возрожденской волости проживали 30 человек, в 2002 году — 36 человек (русские — 92 %).
В 2007 году в посёлке Михайловка Каменногорского ГП проживал 31 человек, в 2010 году — 40 человек.

## География
Посёлок расположен в северной части района на автодороге А181 (часть E 18) «Скандинавия» (Санкт-Петербург — Выборг — граница с Финляндией) в месте пересечения её автодорогой 41К-418 (Дружноселье — Перевозное).
Расстояние до административного центра поселения — 26 км. 
Расстояние до ближайшей железнодорожной станци Ханнила — 4 км. 
Через посёлок протекает река Михайловка, на которой в черте посёлка существует разлив — озеро Михайловское.

## Демография
| 2007 | 2010 | 2017 | 2021 |
| ---- | ---- | ---- | ---- |
| 31   | ↗40  | →40  | ↘39  |

## Улицы
Аэродромный проезд, Соловьиный проезд.